# Леплей
Лепле́й (рос. Леплей, ерз. Леплей) — селище у складі Зубово-Полянського району Мордовії, Росія. Адміністративний центр Леплейського сільського поселення.
Населення — 2562 особи (2010; 3146 у 2002).
Національний склад (станом на 2002 рік):
- росіяни — 63 %